# Un gran día para ellas
Un gran día para ellas ( en inglés: Miss Pettigrew Lives for a Day ) es una película de 2008 de comedia romántica dirigida por Bharat Nalluri. El guion es por David Magee y Simon Beaufoy, basado en la novela de 1938 con el mismo nombre por Winifred Watson. El filme está protagonizado por Frances McDormand y Amy Adams.

## Sinopsis
Guinevere Pettigrew, una institutriz londinense de mediana edad, se encuentra despedida injustamente de su trabajo. Un intento de obtener un empleo nuevo la lleva al mundo glamuroso y vertiginoso de una actriz y cantante, Delysia Lafosse.

## Reparto

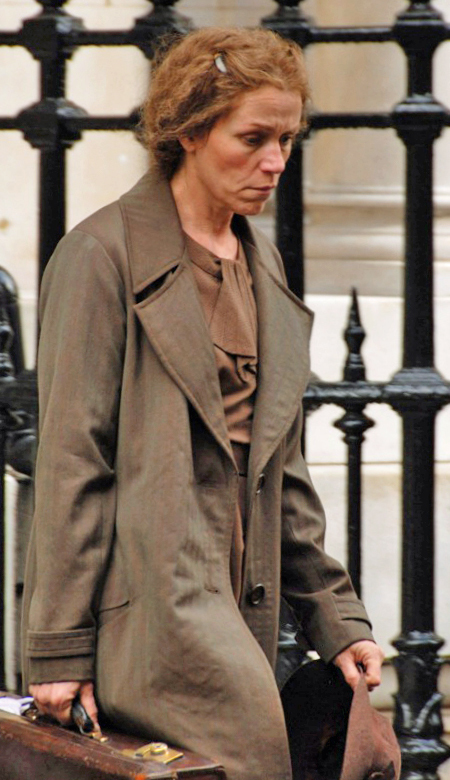
Frances McDormand en mayo de 2007.

| Actor             | Personaje           |
| ----------------- | ------------------- |
| Frances McDormand | Guinevere Pettigrew |
| Amy Adams         | Delysia Lafosse     |
| Tom Payne         | Phil Goldman        |
| Mark Strong       | Nick Calderelli     |
| Lee Pace          | Michael Pardue      |
| Shirley Henderson | Edythe Dubarry      |
| Ciarán Hinds      | Joe Blomfield       |
| Christina Cole    | Charlotte Warren    |
| Stephanie Cole    | Miss Holt           |